# Lepanthes grypha
Lepanthes grypha är en orkidéart som beskrevs av Carlyle August Luer. Lepanthes grypha ingår i släktet Lepanthes och familjen orkidéer. Inga underarter finns listade i Catalogue of Life.